# Atelopus limosus
Atelopus limosus és una espècie d'amfibi que viu a Panamà.
Està amenaçada d'extinció per la pèrdua del seu hàbitat natural.